# Поларис (приповетка)
„Поларис” (енгл. Polaris) је приповетка америчког писца Хауарда Филипса Лавкрафта, написана 1918. и први пут објављена у часопису The Philosopher у децембру 1920. године. Прича је увод у Лавкрафтове фиктивне Пнакотичке рукописе, прве од његових тајанствених томова.
У причи, неименовани приповедач описује своју ноћну опседнутост Поларном звездом и своје понављајуће снове о граду под опсадом. Приповедач се бори да утврди да ли је његова реалност стварна или је његов сан права стварност. Критичари су приметили аутобиографске елементе у причи и повезали је са Лавкрафтовим искуствима узалудности током Првог светског рата.

## Радња
Прича почиње приповедачевим описом ноћног неба које је посматрао током дугих непроспаваних ноћи са свог прозора, посебно Звезде северњаче, коју он описује као „ужасно намигујућу попут ока неког поремећеног посматрача које настоји да пренесе неку чудну поруку, али се не сећа ничег осим да је некада имала неку поруку да пренесе”.
Затим описује ноћ ауроре над његовом кућом у мочвари, и како је ове ноћи први пут сањао град од мермера који лежи на висоравни између два врха, са Северњачом изнад на ноћном небу. Приповедач после неког времена описује како посматра кретање у кућама и види људе који почињу да излазе на улице, како разговарају једни са другима на језику који никада раније није чуо, али га је ипак, зачудо, разумео. Међутим, пре него што је могао да научи нешто више о овом граду, пробудио се.
Много пута би поново сањао исти град и људе који су у њему живели. Након неког времена, приповедач се умори од пуког постојања у виду бестелесног посматрача и пожели да успостави своје место у граду, истовремено почињући да преиспитује своју концептуализацију онога што је чинило стварност, а тиме и да ли је ово био само сан.
Затим, једне ноћи, слушајући говор становника града, приповедач добија физички облик: не као странац, већ као становник града, који је сада био познат као Олатое, који лежи на платоу Саркис у земљи Ломар, и коју су опседали непријатељи познати као Инутои.
Док се други људи у граду упуштају у борбу са Инутоима, приповедач бива послат на стражарски торањ да сигнализира да ли су Инутои остварили приступ самом граду. Унутар куле, он примећује Северњачу на небу и осећа је као злочесто присуство, чувши песму за коју се чини да ју је изговарала звезда.
Несигуран у погледу њеног значења, он тоне у сан, не испуњавајући тако своју дужност да чува Олатое. Након буђења, приповедач се поново налази у својој кући поред мочваре, али је сада уверен да овај живот није стваран већ сан из којег се никада не може пробудити.

## Инспирација
Критичар Вилијам Фулвилер пише да је „'Поларис' једна од Лавкрафтових понајвише аутобиографских прича, која одражава његова осећања кривице, фрустрације и бескорисности током Првог светског рата. Као и приповедачу, Лавкрафту је 'ускраћена улога ратника', јер је 'био слаб и пао у несвест када је био подвргнут стресу и тешкоћама'”.
Као и многе Лавкрафтове приче, „Поларис” је делом инспирисан сном, који је описао у једном писму: „Пре неколико ноћи сам сањао чудан сан о чудном граду – граду са много палата и позлаћених купола, који лежи у шупљини између низа сивих, ужасних брда.... Био сам, као што сам већ рекао, визуелно свестан овог града. Био сам у њему и око њега. Али свакако нисам имао телесни облик.”
Лавкрафт је приметио нарочиту сличност стила приче са стилом лорда Дансенија, чија дела није хтео да чита наредних годину дана. Енциклопедија Х. Ф. Лавкрафта сугерише да су и Лавкрафт и Дансени били под утицајем песама у прози Едгара Алана Поа.

## Публикација
Приповетка је први пут објављена у децембру 1920. у аматерском часопису The Philosopher. Касније је поново штампана у мају 1926. у часопису National Amateur, фебруару 1934. у часопису Fantasy Fan и децембру 1937. у часопису Weird Tales.